# Grand Prix automobile d'Espagne 1974
Résultats du Grand Prix d'Espagne 1974, couru sur le circuit de Jarama le 28 avril 1974.

## Classement

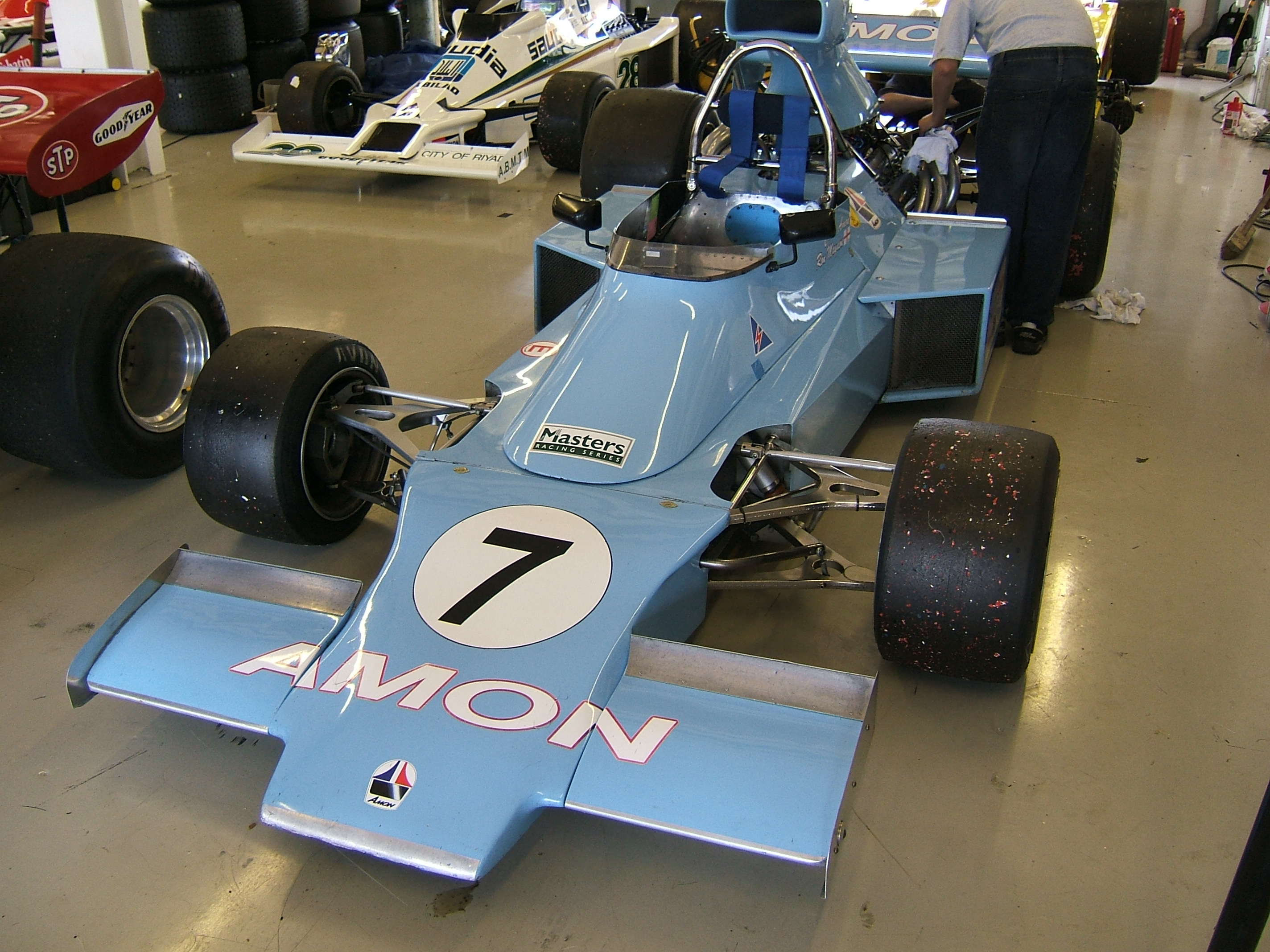
Unique qualification de l'Amon AF101 lors du GP d'Espagne 1974

| Pos  | N° | Pilote               | Écurie                | Tours | Temps/Abandon      | Grille | Points |
| ---- | -- | -------------------- | --------------------- | ----- | ------------------ | ------ | ------ |
| 1    | 12 | Niki Lauda           | Ferrari               | 84    | 2 h 00 min 29 s 56 | 1      | 9      |
| 2    | 11 | Clay Regazzoni       | Ferrari               | 84    | + 35 s 61          | 3      | 6      |
| 3    | 5  | Emerson Fittipaldi   | McLaren-Ford          | 83    | + 1 tour           | 4      | 4      |
| 4    | 9  | Hans-Joachim Stuck   | March-Ford            | 82    | + 2 tours          | 13     | 3      |
| 5    | 3  | Jody Scheckter       | Tyrrell-Ford          | 82    | + 2 tours          | 9      | 2      |
| 6    | 6  | Denny Hulme          | McLaren-Ford          | 82    | + 2 tours          | 8      | 1      |
| 7    | 16 | Brian Redman         | Shadow-Ford           | 81    | + 3 tours          | 21     |        |
| 8    | 4  | Patrick Depailler    | Tyrrell-Ford          | 81    | + 3 tours          | 16     |        |
| 9    | 33 | Mike Hailwood        | McLaren-Ford          | 81    | + 3 tours          | 17     |        |
| 10   | 24 | James Hunt           | Hesketh-Ford          | 81    | + 3 tours          | 10     |        |
| 11   | 28 | John Watson          | Brabham-Ford          | 80    | + 4 tours          | 15     |        |
| 12   | 15 | Henri Pescarolo      | British Racing Motors | 80    | + 4 tours          | 20     |        |
| 13   | 18 | José Carlos Pace     | Surtees-Ford          | 78    | + 6 tours          | 14     |        |
| 14   | 23 | Tim Schenken         | Trojan-Ford           | 76    | Sortie de piste    | 25     |        |
| Abd. | 17 | Jean-Pierre Jarier   | Shadow-Ford           | 73    | Non classé         | 12     |        |
| Abd. | 26 | Graham Hill          | Lola-Ford             | 43    | Moteur             | 19     |        |
| Abd. | 20 | Arturo Merzario      | Iso Marlboro-Ford     | 37    | Accident           | 7      |        |
| Abd. | 19 | Jochen Mass          | Surtees-Ford          | 35    | Boîte de vitesses  | 18     |        |
| Abd. | 37 | François Migault     | BRM                   | 27    | Moteur             | 22     |        |
| Abd. | 2  | Jacky Ickx           | Lotus-Ford            | 26    | Freins             | 5      |        |
| Abd. | 1  | Ronnie Peterson      | Lotus-Ford            | 23    | Moteur             | 2      |        |
| Abd. | 30 | Chris Amon           | Amon-Ford             | 22    | Freins             | 23     |        |
| Abd. | 8  | Rikky von Opel       | Brabham-Ford          | 14    | Fuite d'huile      | 24     |        |
| Abd. | 7  | Carlos Reutemann     | Brabham-Ford          | 12    | Sortie de piste    | 6      |        |
| Abd. | 14 | Jean-Pierre Beltoise | BRM                   | 2     | Moteur             | 11     |        |
| Nq.  | 27 | Guy Edwards          | Lola-Ford             |       | Non qualifié       |        |        |
| Nq.  | 21 | Tom Belsø            | Iso Marlboro-Ford     |       | Non qualifié       |        |        |

- Légende : Abd.= Abandon

## Pole position et record du tour
- Pole position : Niki Lauda en 1 min 18 s 44 (vitesse moyenne : 156,226 km/h).
- Tour le plus rapide : Niki Lauda en 1 min 20 s 83 au 47e tour (vitesse moyenne : 151,607 km/h).

## Tours en tête
- Ronnie Peterson : 20 (1-20)
- Niki Lauda : 62 (21-22 / 25-84)
- Jacky Ickx : 2 (23-24)

## Statistiques
- 1re victoire pour Niki Lauda.
- 50e victoire pour Ferrari en tant que constructeur.
- 50e victoire pour Ferrari en tant que motoriste.
- 1er Grand Prix de l'écurie Trojan-Tauranac Racing.
- 1er Grand Prix de l'écurie Amon.
- La course prévue sur 90 tours est arrêtée au bout de 2 heures, les monoplaces allant moins vite à cause de la pluie.